# 10 secondi per fuggire
(tagline del film)
10 secondi per fuggire (Breakout) è un film del 1975 diretto da Tom Gries e interpretato da Charles Bronson, Robert Duvall e Jill Ireland.

## Trama
Jay Wagner viene ingiustamente condannato in Messico per omicidio a 28 anni di prigione, da scontare in un penitenziario messicano. La moglie Ann, con l'aiuto dell'aviatore Nick Colton, tenta per tre volte di farlo evadere dal carcere e farlo uscire dal Messico.